# ...Phobia
...Phobia – drugi album studyjny włoskiego duetu Benassi Bros., w skład którego wchodzą producenci: Benny Benassi oraz jego kuzyn – Alle Benassi. Krążek wydany został w 2005 roku. Na płycie znajdują się utwory zaliczane do takich gatunków muzyki elektronicznej jak electro house, czy electroclash. Na krążku swoich głosów użyczyli:
- wokalistki: Dhany, Sandy, Naan oraz JB
- wokaliści: Paul French oraz Alle Benassi

## Lista utworów
1. Make Me Feel feat. Dhany (Original Version) – 5:28
2. Light feat. Sandy (Original Version) – 7:28
3. Rocket in the Sky[2] feat. Naan (Original Version) – 5:42
4. Every Single Day feat. Dhany (Original Version) – 4:42
5. Castaway feat. Sandy (Original Version) – 6:04
6. Feel Alive[3] feat. Naan (Original Version) – 4:46
7. Waitin' For You feat. JB (Sfaction Version) – 5:42
8. Ride To Be My Girl feat. Alle Benassi (Original Version) – 4:36
9. Blackbird feat. Paul French (Sfaction Version) – 6:37
10. Somebody To Touch Me feat. Dhany (Sfaction Version) – 5:40
11. Movin' Up feat. Sandy (Sfaction Version) – 5:20
12. Run To Me feat. Dhany (Sfaction Version) – 5:05

## Sprzedaż
| Lista sprzedaży (2005)    | Najwyższa pozycja | Certyfikat | Sprzedaż |
| ------------------------- | ----------------- | ---------- | -------- |
| Francja Albums Top 150    | 9                 | Złoto      | -        |
| Szwajcaria Albums Top 100 | 85                | -          | -        |